# Atelopus
Genre
Synonymes
- Phrynidium Lichtenstein & Martens, 1856
- Hylaemorphus Schmidt, 1857
- Phirix Schmidt, 1857

Atelopus est un genre d'amphibiens de la famille des Bufonidae. Certaines espèces sont appelées Grenouilles arlequins ou Atelopes.

## Répartition
Les 96 espèces de ce genre se rencontrent en Amérique centrale et en Amérique du sud, du Costa Rica à la Bolivie. En Guyane, on rencontre deux espèces : Atelopus flavescens et Atelopus hoogmoedi.

## Conservation

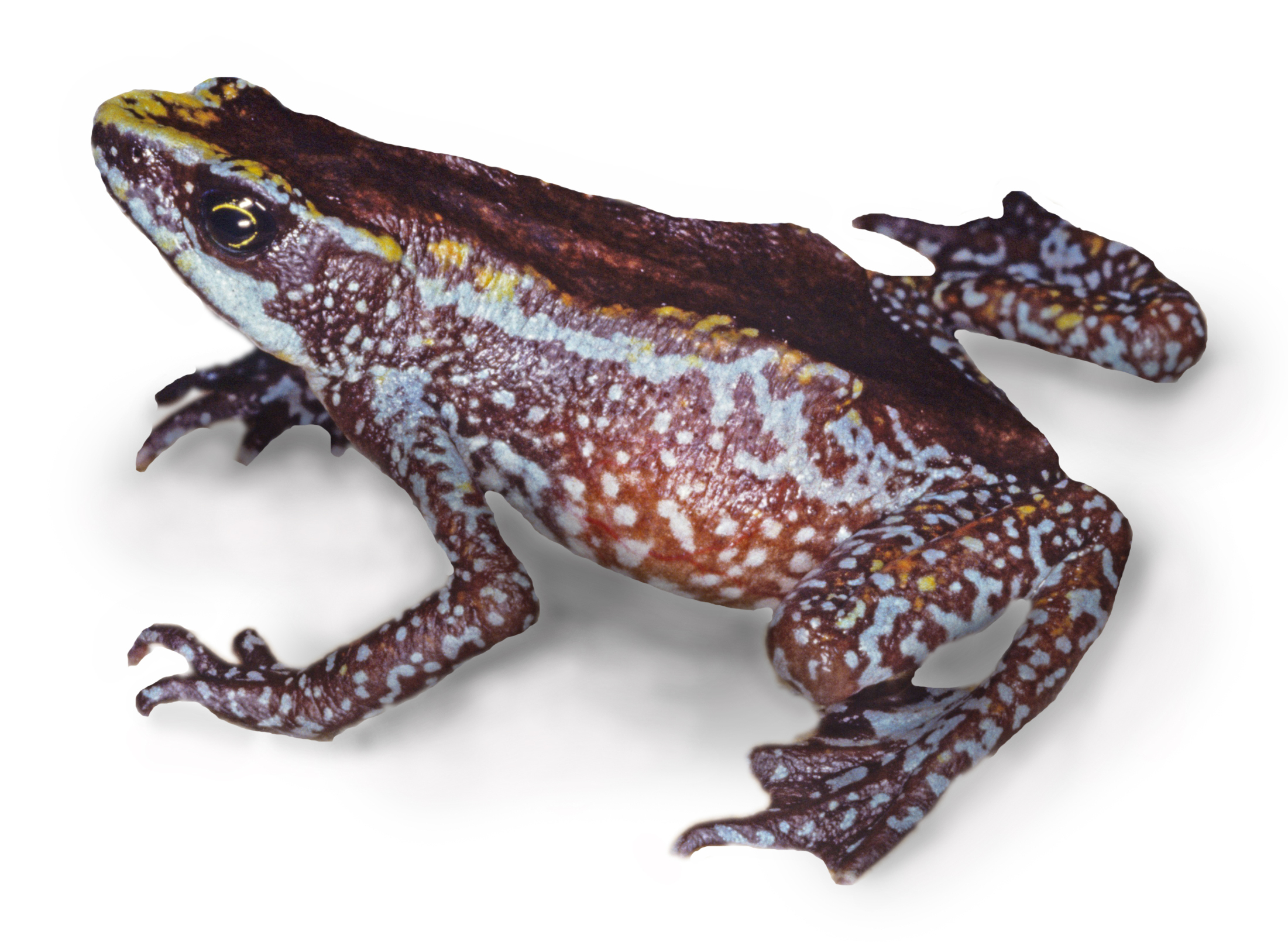
Atelopus chiriquiensis est aujourd'hui considérée comme une espèce éteinte. Elle n'a pas été observée depuis les années 90.

Les Atelopes sont l'un des genres les plus touchés par le déclins des amphibiens. De nos jour, plus de 70% des espèces sont considérées comme en danger d'extinction et 40% sont possiblement éteintes.
La première cause de ces déclins sont potentiellement le fait d'infections au champignon chytride Batrachochytrium dendrobatidis. En plus de cela, s'ajoute la destruction des habitats et la pollution des cours d'eau.

## Mode de vie
Les Atelopes sont inféodées au cours d'eau vives dans lesquelles les larves se développent. La plupart des espèces se rencontrent dans les rivières d'altitudes. Notamment dans la cordillère des Andes et en Amérique centrale. Certaines espèces comme Atelopus exiguus vivent jusqu'à 3800 m d'Altitude.
Bien que ce genre soit très diversifiées en altitude, certaines espèces se rencontrent en plaine. Comme par exemple, dans la forêt Amazonienne, ou se rencontrent Atelopus supmarius, Atelopus hoogmoedi et Atelopus flavescens.

## Liste d'espèces
Selon Amphibian Species of the World (22 septembre 2014) :
- Atelopus andinus Rivero, 1968
- Atelopus angelito Ardila-Robayo & Ruiz-Carranza, 1998
- Atelopus ardila Coloma, Duellman, Almendáriz, Ron, Terán-Valdez & Guayasamin, 2010
- Atelopus arsyecue Rueda-Almonacid, 1994
- Atelopus arthuri Peters, 1973
- Atelopus balios Peters, 1973
- Atelopus barbotini Lescure, 1981
- Atelopus bomolochos Peters, 1973
- Atelopus boulengeri Peracca, 1904
- Atelopus carauta Ruiz-Carranza & Hernández-Camacho, 1978
- Atelopus carbonerensis Rivero, 1974
- Atelopus carrikeri Ruthven, 1916
- Atelopus certus Barbour, 1923
- Atelopus chiriquiensis Shreve, 1936
- Atelopus chirripoensis Savage & Bolaños, 2009
- Atelopus chocoensis Lötters, 1992
- Atelopus chrysocorallus La Marca, 1996
- Atelopus coynei Miyata, 1980
- Atelopus cruciger (Lichtenstein & Martens, 1856)
- Atelopus dimorphus Lötters, 2003
- Atelopus ebenoides Rivero, 1963
- Atelopus elegans (Boulenger, 1882)
- Atelopus epikeisthos Lötters, Schulte & Duellman, 2005
- Atelopus erythropus Boulenger, 1903
- Atelopus eusebianus Rivero & Granados-Díaz, 1993
- Atelopus eusebiodiazi Venegas, Catenazzi, Siu-Ting & Carrillo, 2008
- Atelopus exiguus (Boettger, 1892)
- Atelopus famelicus Rivero & Morales, 1995
- Atelopus farci Lynch, 1993
- Atelopus flavescens Duméril & Bibron, 1841
- Atelopus franciscus Lescure, 1974
- Atelopus galactogaster Rivero & Serna, 1993
- Atelopus gigas Coloma, Duellman, Almendáriz, Ron, Terán-Valdez & Guayasamin, 2010
- Atelopus glyphus Dunn, 1931
- Atelopus guanujo Coloma, 2002
- Atelopus guitarraensis Osorno-Muñoz, Ardila-Robayo & Ruiz-Carranza, 2001
- Atelopus halihelos Peters, 1973
- Atelopus hoogmoedi Lescure, 1974
- Atelopus ignescens (Cornalia, 1849)
- Atelopus laetissimus Ruiz-Carranza, Ardila-Robayo & Hernández-Camacho, 1994
- Atelopus limosus Ibáñez, Jaramillo & Solís, 1995
- Atelopus loettersi De la Riva, Castroviejo-Fisher, Chaparro, Boistel & Padial, 2011
- Atelopus longibrachius Rivero, 1963
- Atelopus longirostris Cope, 1868
- Atelopus lozanoi Osorno-Muñoz, Ardila-Robayo & Ruiz-Carranza, 2001
- Atelopus lynchi Cannatella, 1981
- Atelopus mandingues Osorno-Muñoz, Ardila-Robayo & Ruiz-Carranza, 2001
- Atelopus marinkellei Cochran & Goin, 1970
- Atelopus mindoensis Peters, 1973
- Atelopus minutulus Ruiz-Carranza, Hernández-Camacho & Ardila-Robayo, 1988
- Atelopus mittermeieri Acosta-Galvis, Rueda-Almonacid, Velásquez-Álvarez, Sánchez-Pacheco & Peña-Prieto, 2006
- Atelopus monohernandezii Ardila-Robayo, Osorno-Muñoz & Ruiz-Carranza, 2002
- Atelopus mucubajiensis Rivero, 1974
- Atelopus muisca Rueda-Almonacid & Hoyos, 1992
- Atelopus nahumae Ruiz-Carranza, Ardila-Robayo & Hernández-Camacho, 1994
- Atelopus nanay Coloma, 2002
- Atelopus nepiozomus Peters, 1973
- Atelopus nicefori Rivero, 1963
- Atelopus nocturnus Bravo-Valencia & Rivera-Correa, 2011
- Atelopus onorei Coloma, Lötters, Duellman & Miranda-Leiva, 2007
- Atelopus orcesi Coloma, Duellman, Almendáriz, Ron, Terán-Valdez & Guayasamin, 2010
- Atelopus oxapampae Lehr, Lötters & Lundberg, 2008
- Atelopus oxyrhynchus Boulenger, 1903
- Atelopus pachydermus (Schmidt, 1857)
- Atelopus palmatus Andersson, 1945
- Atelopus pastuso Coloma, Duellman, Almendáriz, Ron, Terán-Valdez & Guayasamin, 2010
- Atelopus patazensis Venegas, Catenazzi, Siu-Ting & Carrillo, 2008
- Atelopus pedimarmoratus Rivero, 1963
- Atelopus peruensis Gray & Cannatella, 1985
- Atelopus petersi Coloma, Lötters, Duellman & Miranda-Leiva, 2007
- Atelopus petriruizi Ardila-Robayo, 1999
- Atelopus pictiventris Kattan, 1986
- Atelopus pinangoi Rivero, 1982
- Atelopus planispina Jiménez de la Espada, 1875
- Atelopus podocarpus Coloma, Duellman, Almendáriz, Ron, Terán-Valdez & Guayasamin, 2010
- Atelopus pulcher (Boulenger, 1882)
- Atelopus pyrodactylus Venegas & Barrio, 2006
- Atelopus quimbaya Ruiz-Carranza & Osorno-Muñoz, 1994
- Atelopus reticulatus Lötters, Haas, Schick & Böhme, 2002
- Atelopus sanjosei Rivero & Serna, 1989
- Atelopus seminiferus Cope, 1874
- Atelopus senex Taylor, 1952
- Atelopus sernai Ruiz-Carranza & Osorno-Muñoz, 1994
- Atelopus simulatus Ruiz-Carranza & Osorno-Muñoz, 1994
- Atelopus siranus Lötters & Henzl, 2000
- Atelopus sonsonensis Vélez-Rodriguez & Ruiz-Carranza, 1997
- Atelopus sorianoi La Marca, 1983
- Atelopus spumarius Cope, 1871
- Atelopus spurrelli Boulenger, 1914
- Atelopus subornatus Werner, 1899
- Atelopus tamaense La Marca, García-Pérez & Renjifo, 1990
- Atelopus tricolor Boulenger, 1902
- Atelopus varius (Lichtenstein & Martens, 1856)
- Atelopus vogli Müller, 1934
- Atelopus walkeri Rivero, 1963
- Atelopus zeteki Dunn, 1933

## Publication originale
- Duméril & Bibron, 1841 : Erpétologie générale ou Histoire naturelle complète des reptiles, vol. 8, p. 1-792 (texte intégral).